# Прони, Гаспар де
Гаспа́р Клер Франсуа́ Мари́ Риш, барон де Прони́ (фр. Gaspard Clair François Marie Riche, baron de Prony, 22 июля 1755, Шамле — 29 июля 1839, Аньер-сюр-Сен) — французский математик и инженер-гидравлик.
Член Парижской академии наук (1795), иностранный член Лондонского королевского общества (1818).

## Биография
Окончил парижскую Национальную школу мостов и дорог (1780), после чего некоторое время работал в области строительства, оставив немало свидетельств своего инженерного искусства. По поручению революционного парламента с 1792 года руководил выпуском лучшего на тот момент сборника десятичных логарифмических и тригонометрических таблиц, к которому привлёк таких выдающихся математиков, как Адриен Лежандр и Лазар Карно, а также большое количество рядовых участников, в первую очередь из переквалифицировавшихся парикмахеров — взяв на вооружение идею Адама Смита о разделении труда и перенеся её принципы на вычислительный процесс, де Прони смог свести сложные математические вычисления к рутинным операциям, не требующим от большинства исполнителей особых математических познаний.
С 1795 по 1815 годы был профессором Политехнической школы. В 1805—1812 годы много трудился в области гидротехники. Автор монографии «Гидравлическая архитектура» (1790—1796). Большим влиянием пользовался также многотомный сборник его лекций по математике и инженерному делу в Политехнической школе. Автор ряда изобретений, в том числе динамометрического прибора («тормоз Прони»).
Имя барона Гаспара де Прони входит в список 72 имён на Эйфелевой башне.